# Queijo frito

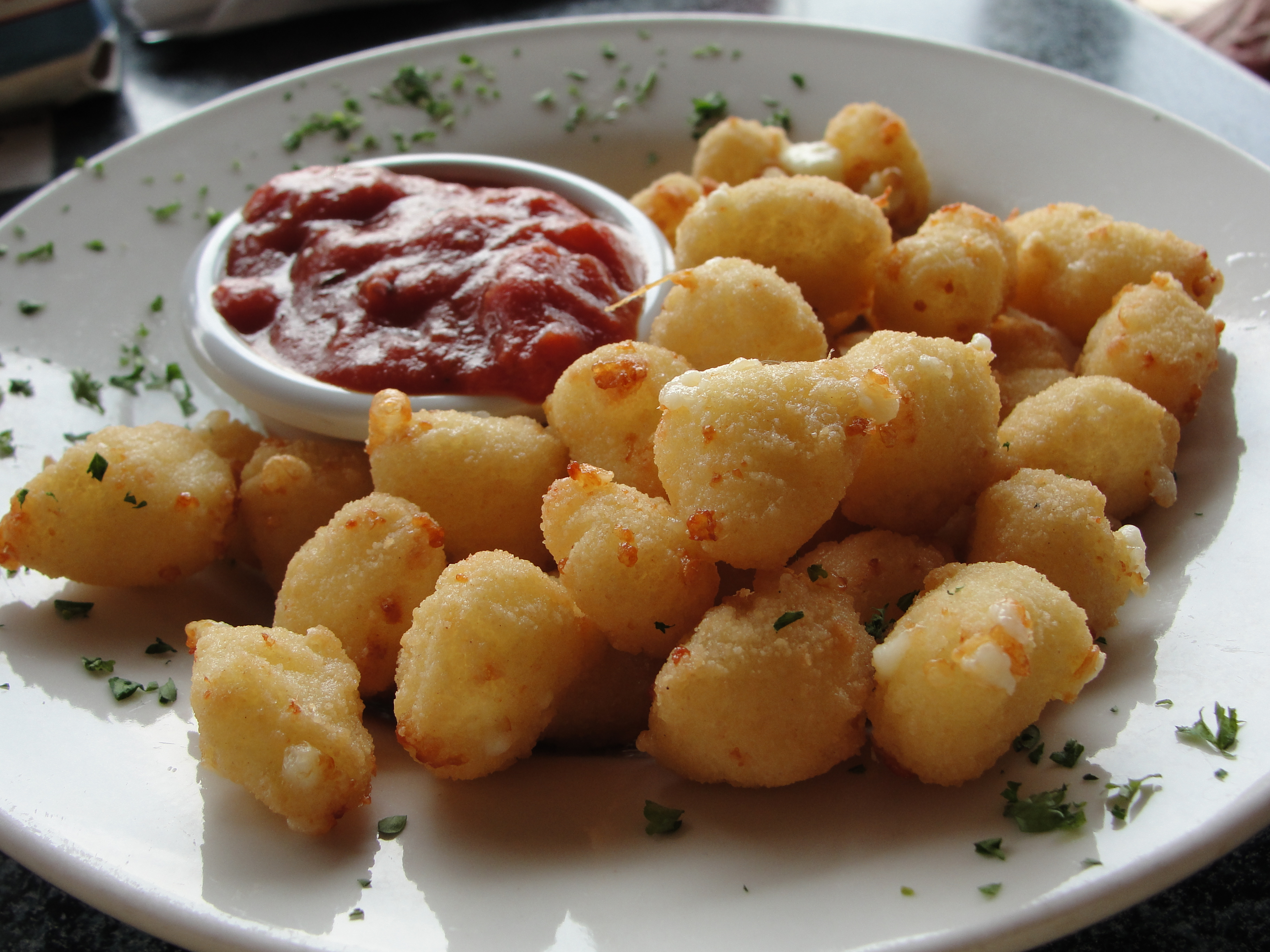
Queijo coalho frito

O queijo frito é um prato preparado com queijo frito a óleo. O queijo pode ser empanado em uma massa antes de ser frito, em uma frigideira ou em uma fritadeira. Pode ser servido como aperitivo ou lanche. O queijo frito é um prato comum no Brasil, e é tipicamente servido como café da manhã no Chipre, na Grécia, no Líbano, na Síria e na Turquia. É servido como tapas na Espanha, e bolas de queijo frito são chamadas de delicias de queso. É também um prato da cozinha italiana. O queijo frito é geralmente servido quente, logo após ser cozido. Pode ser acompanhado com molho ou com alguma cobertura. 

## História
O queijo frito foi documentado como um prato popular no Cairo, Egito, durante a Idade Média, e permaneceu como parte de sua cozinha durante o Império Otomano. Após esse periodo, sua popularidade decaiu com o tempo.

## Pratos

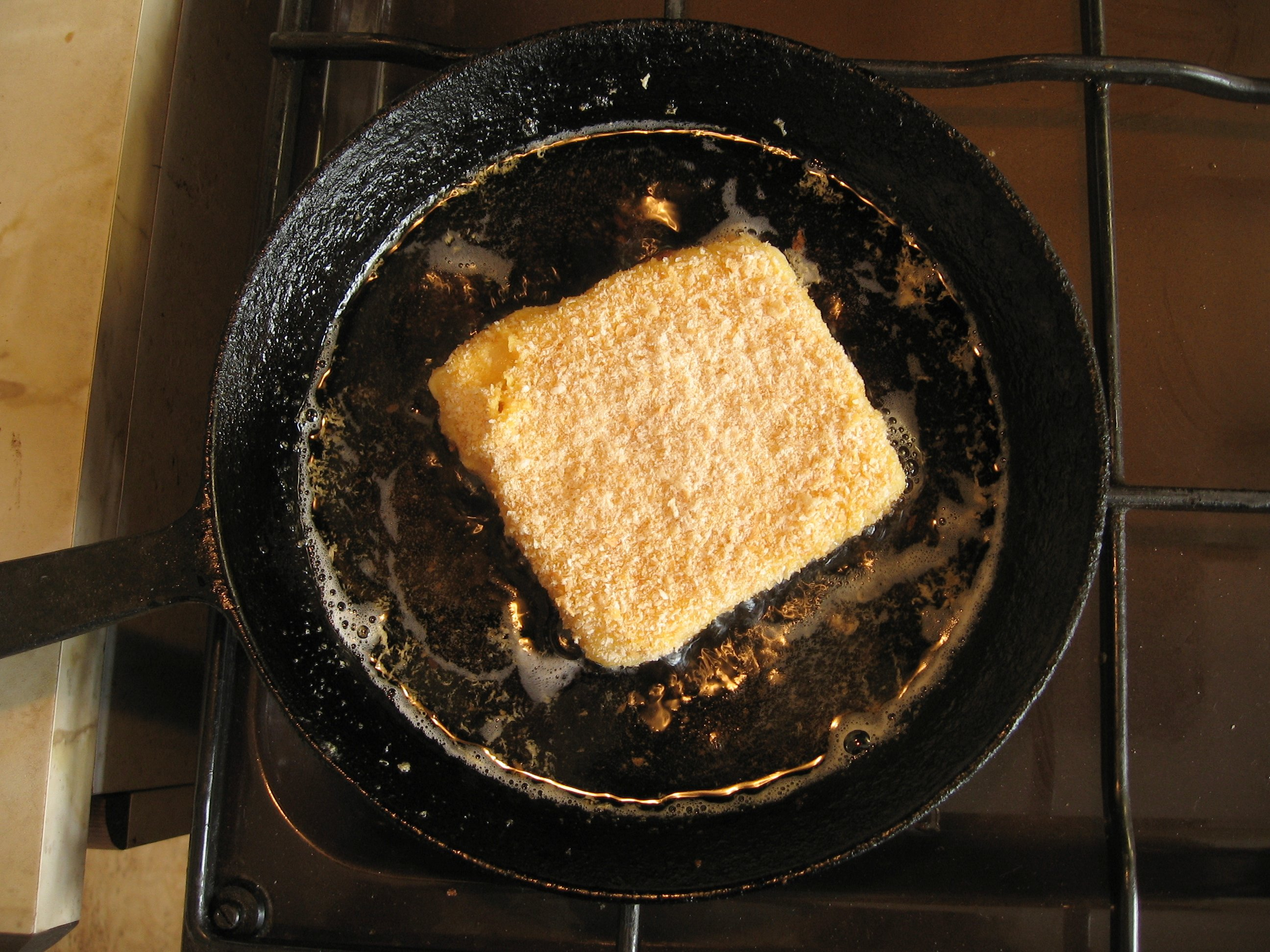
Smažený sýr sendo frito a óleo.

Queijo coalho frito: pode ser servido com molho;
Queso frito: é um prato com queijo frito que tem várias versões no mundo. Variantes espanholas às vezes, usam páprica para temperarem o prato. É um prato da cozinha da América Central também;
Malakoff: é um prato com queijo suíço frito;
Palitos de Mozzarella: são fatias de queijo mozarella que são empanadas com migalhas de pão, e então fritas. O prato também pode ser assado.
Saganaki: é um termo grego que se refere a pratos preparados usando uma pequena frigideira. O saganaki mais comum é o queijo frito.
Smažený sýr: é um queijo que é preparado sendo empanado em trigo, coberto por ovos e então envolvido em migalhas de pão, para logo após ser frito. É um prato típico das ruas checas e eslovacas.

## Produção comercial
O queijo mozzarela é o mais usado por quem prepara queijo frito, porque tem uma consistência grudenta quando derretido, e porque tem um gosto neutro, que é largamente aceito.

## Preocupação com a saúde
Uma quantidade significante de óleo é absorvida pelo queijo, quando o mesmo é frito, e a fritagem de queijos adiciona produtos finais de lipídeo avançado e carbonila a produtos finais de glicação avançada, que já estão presentes nos queijos. Os produtos finais de lipídeo avançado são gerados em uma reação química que ocorre quando o óleo intermescla-se com as proteínas no queijo. Ademais, a maioria dos queijos é salgada. Assim, o queijo frito é descrito como um prato não saudável.
No Brasil, a consumação crônica do queijo frito tem sido um dos fatores de risco dietéticos associados ao câncer de boca. 